# علی‌شیر قدرتف

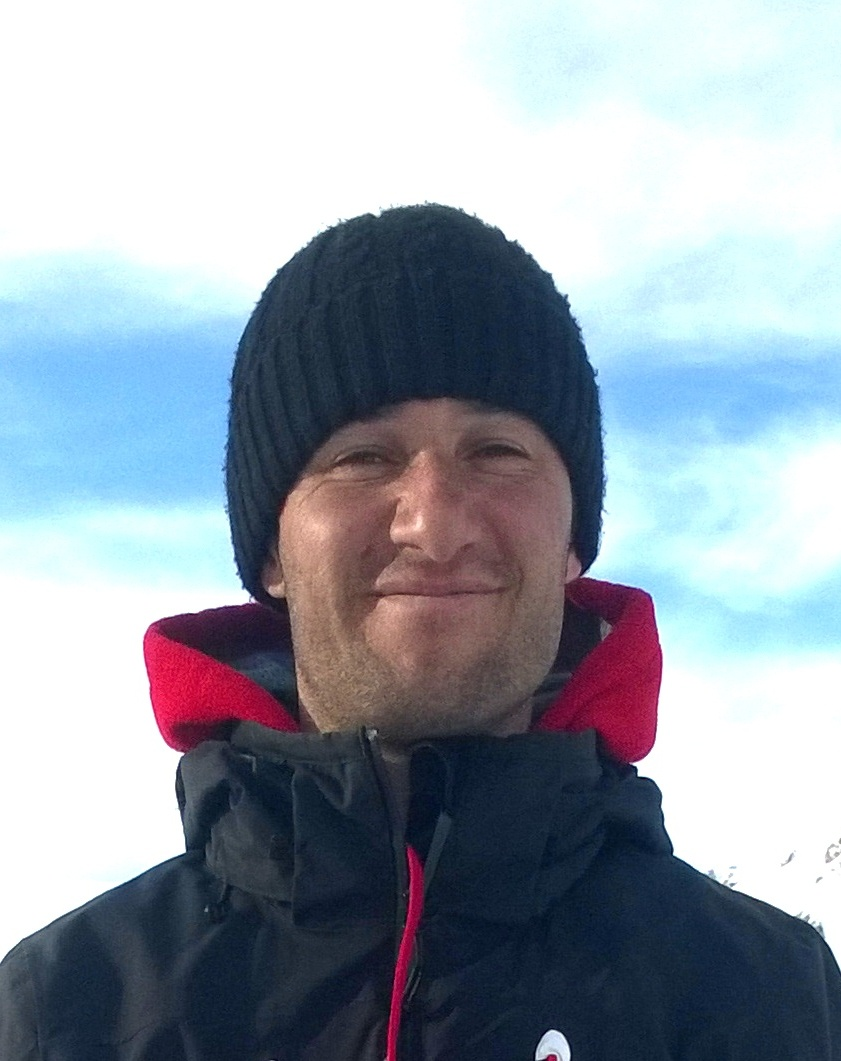
علی‌شیر قدرتف

علی‌شیر قدرتف (به انگلیسی: Alisher Qudratov؛ زاده ۱۱ ژانویه ۱۹۸۶ در سفید دره، ورزاب) اسکی باز آلپاین اهل تاجیکستان است. قدرتف در مراسم افتتاحیه بازی‌های المپیک زمستانی ۲۰۱۰ با وجود اینکه در فهرست رقابت کنندگان جای نداشت؛ پرچمدار تاجیکستان بود. وی در المپیک زمستانی ۲۰۱۴ در سوچی روسیه به رقابت پرداخت. در مراسم افتتاحیه این بازی ها نیز، او حامل پرچم تاجیکستان بود.